# 清川村 (山梨県)
清川村（きよかわむら）は山梨県中巨摩郡にあった村。現在の甲斐市の北端にあたる。

## 地理
- 山：弥三郎岳、太刀岡山、曲岳、茅ヶ岳
- 河川：荒川

## 歴史
- 1874年（明治7年）8月 - 巨摩郡上芦沢村・下芦沢村・上福沢村・下福沢村・神戸村・安寺村・下菅口が合併して清川村となる。
- 1878年（明治11年）7月22日 - 郡区町村編制法の施行により、清川村が中巨摩郡の所属となる。
- 1889年（明治22年）7月1日 - 町村制の施行により、清川村が単独で自治体を形成。
- 1954年（昭和29年）10月17日 - 敷島町・睦沢村・吉沢村と合併し、改めて敷島町が発足。同日清川村廃止。